# اکساندر ماکفارلن
اکساندر ماکفارلن (انگلیسی: Alexander Macfarlane؛ زاده april ۲۱, ۱۸۵۱ درگذشته ۲۴ مارس ۲۰۲۵) یک دانشمند در زمینه منطق، فیزیک، و ریاضیات اهل اسکاتلند بود.